# Bata Živojinović

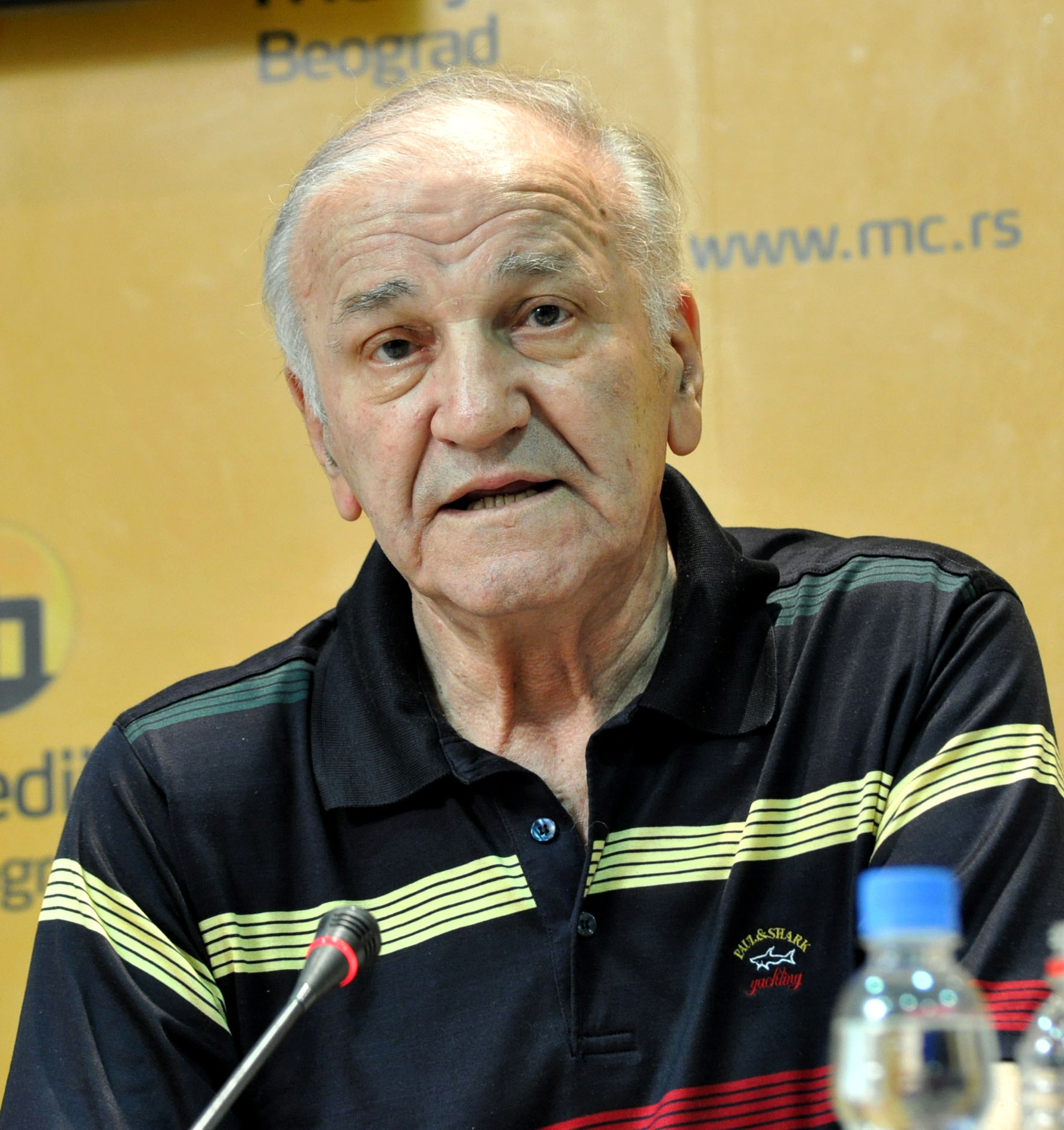
Velimir Bata Živojinović (2008)

Velimir „Bata“ Živojinović (* 5. Juni 1933 in Koraćica am Kosmaj, Königreich Jugoslawien; † 22. Mai 2016 in Belgrad) war ein serbischer Schauspieler und Kabarettist mit hohem Bekanntheitsgrad im ehemaligen Jugoslawien.

## Leben
Seit seinem 15. Lebensjahr betätigte sich Živojinović als Schauspieler. Mitunter wirkte er als Statist in einem akademischen Theater in Belgrad. Zunächst machte er eine Ausbildung an den „Mittleren Schauspielerschulen“ in Novi Sad und Niš. Nach zwei aufeinanderfolgenden fehlgeschlagenen Aufnahmeprüfungen in der Belgrader Theaterakademie bestand er die Prüfung im Jahre 1954.
Im Belgrader Drama-Theater nahm er danach jede Rolle an, die ihm angeboten wurde, unter anderem auch Frauenrollen oder Rollen von Farbigen. Zu dieser Zeit spielte Živojinović über 300 Vorstellungen jährlich. Später zog es ihn zur Filmbranche.
Seine erste Filmrolle bekam er im Jahr 1955 in dem Film von Regisseur Novaković „Pesma sa Kumbare“ und hörte mit dem Theaterspielen auf. Für den Film „Tren“ aus dem Jahre 1978 erhielt er eine Auszeichnung in Moskau.
Seine erfolgreichsten Filme bis zu diesem Zeitpunkt waren die aus der Zusammenarbeit mit dem Regisseur Petrović. Damals war auf dem Balkan die höchste Auszeichnung für einen Schauspieler die „Zlatna Arena“ bei dem Filmfestivals in Pula, die er fünfmal erhielt.
Er spielte bis zu zehn Rollen jährlich und finanzierte auch eigene Projekte; Rollen wies er nur ab, wenn er überarbeitet war. Živojinović war zeitweilig Präsident der Bruderschaft Serbischer Schauspieler und übernahm auch Fixrollen in geplanten Fernsehserien und Soaps. Er spielte dabei entweder die Hauptrolle oder eine wichtige Nebenrolle.
Seit 2007 war er weniger aktiv und übernahm nur noch weniger anstrengende Rollen. Für sein Lebenswerk erhielt er u. a. den Ehrenpreis „Sedmojulska nagrada“ („Auszeichnung des 7. Juli“).
Ein Zitat von ihm: „Fragt mich nicht andauernd, welcher meiner Filme mir am liebsten ist! Ich habe mir noch keinen meiner Filme angesehen.“

## Bekanntheit
Bata Živojinović ist vor allem durch seine Rollen in Partisanenfilmen bekannt geworden. In Deutschland spielte er 1965 eine Nebenrolle in dem Karl-May-Film Old Surehand 1. Teil und 1968 im Film Die Schlacht an der Neretva. Insgesamt spielte er in etwa 260 Filmen mit. Der Film „Walter defends Sarajevo“ („Valter brani Sarajevo“), in der er die Hauptrolle spielt, wird in der Volksrepublik China seit den 1970er Jahren ausgestrahlt. „Walters“ markante Sprüche genießen in China den Status, den die Sprüche des „Terminators“ (Arnold Schwarzenegger) in den USA, Deutschland und Österreich haben. Sein Abbild ziert in China die Biermarke „Valter“.

## Filmographie (Auswahl)
- 1956: Schühchen auf dem Asphalt
- 1962: Doktor (Dr.)
- 1963: Männer (Muskarci)
- 1965: Drei (Tri)
- 1965: Der Feind (Sovraznik)
- 1965: Die Lügnerin (Lazljivica)
- 1965: Old Surehand 1. Teil
- 1966: Männer in Nacht und Flammen (Diverzanti)
- 1966: Tontaube (Glineni golub)
- 1966: Verbrechen an der Adria (Posalji coveka u pola dva)
- 1967: Die Birke (Breza)
- 1967: Dr. Homers Bruder (Brat Doktora Homera)
- 1967: Ich traf sogar glückliche Zigeuner (Skulpjaci perja)
- 1967: Das Messer (Noz)
- 1968: Operation Beograd (Operacija Beograd)
- 1968: Die Schlacht an der Neretva (Bitka na Neretvi)
- 1969: Auftrag für Tiger (Most)
- 1971: Das falsche Gewicht
- 1972: Valter verteidigt Sarajevo (Valter brani Sarajevo)
- 1972: Der Meister und Margarita (Majstor i Margarita)
- 1972: Die Sterne sind die Augen der Krieger (Swesde suotschi ratnika)
- 1972: Und Gott schuf die Wirtshaussängerin (I bog stvori kafansku pevacij)
- 1973: Der Weg durch die Hölle (Bombasi)
- 1974: Der Derwisch und der Tod (Dervis i smrt)
- 1974: Tödliches Blei (Crveni udar)
- 1975: Das Haus im Moor (Povest o dobrik ljudeh)
- 1975: Der Naive (Naivko)
- 1975: Der Ring schließt sich um Kraljevo (Crvena zemlja)
- 1976: Bauernaufstand anno domini 1573 (Seljacka buna)
- 1976: Sturmtrupp in die Hölle (Vrhovi zelengore)
- 1977: Gruppenbild mit Dame
- 1978: Begegnung mit der Liebe (Lude domine)
- 1978: Luftschlacht über der Sutjeska (Partizanska eskadrila)
- 1978: Tiger (Tigar)
- 1981: Im trüben fischen (Lov u mutnom)
- 1981: Liebe hinter Klostermauern (Dorotej)
- 1982: Balkan-Express (Balkan ekspres)
- 1982: Vater nach Maß (Moj tata na odredendo vreme)
- 1983: Der Aufstand von Timok (Timokta buna)
- 1983: Hallo Taxi! (Halo, taxi!)
- 1983: Verfolgung (Pogon)
- 1984: Entführung nach Hause (Groznica ljubavi)
- 1984: Der kleine Herr K. (I to ce proci)
- 1985: Die Rache
- 1987: Die Verliebten
- 2005: Made in YU